# Crespinina
Crespinina es un género de foraminífero bentónico de la familia Chapmaninidae, de la superfamilia Rotalioidea, del suborden Rotaliina y del orden Rotaliida. Su especie tipo es Crespinina kingscotensis. Su rango cronoestratigráfico abarca desde el Bartoniense (Eoceno medio) hasta el Oligoceno inferior.

## Clasificación
Crespinina incluye a la siguiente especie:
- Crespinina kingscotensis †